# Giorgia Brenzan
Giorgia Brenzan (* 21. August 1967 in Turin, Italien) ist eine italienische Fußballtrainerin und ehemalige Fußballtorhüterin. Brenzan spielte von 1986 bis 2002 für die italienische Nationalmannschaft der Frauen.
Ihr erstes Länderspiel absolvierte Brenzan am 1. März 1986 bei einem Spiel gegen die Niederlande. Im Juli nahm sie dann mit Italien an der Mundialito in Jesolo teil und wurde im Gruppenspiel gegen Mexiko und im Halbfinale gegen die Volksrepublik China für Eva Russo eingewechselt. Ihre Mannschaft gewann das Turnier durch ein 1:0 im Finale gegen die USA. Bei der EM-Endrunde im folgenden Jahr stand sie dann zwar im Kader, kam sie dann nicht zum Einsatz. Ihren ersten Einsatz in der Startelf hatte sie am 15. November 1987 beim 0:3 gegen Deutschland in der Qualifikation für die EM 1989. Beim torlosen Rückspiel am 2. April 1988 blieb sie dann ohne Gegentor. Nachdem sie auch im nächsten Spiel im Tor stand, folgte eine Pause bis März 1989, so dass sie auch bei der Mundialito 1988 nicht zum Einsatz kam, bei der Italien Zweiter wurde. Bei dem Spiel im März 1989, einer 2:3-Niederlage gegen Dänemark wurde sie beim Stand von 1:2 für Russo eingewechselt, die das erste Gegentor durch ein Eigentor verursacht hatte. Russo blieb aber Stammtorhüterin und wurde auch bei der EM-Endrunde 1989 eingesetzt, bei der Italien Vierter wurde und Brenzan Ersatztorhüterin war. Erst im November kam Brenzan wieder zum Einsatz und machte dann neun Länderspiele in Folge. Auch wenn sie danach nicht immer eingesetzt wurde und sich im Tor mit Stefania Antonini abwechselte, für die sie auch am 8. Dezember 1990 beim Spiel gegen Schweden in der EM-Qualifikation ins Tor ging, nachdem Antonini eine Rote Karte erhalten hatte, stand sie bei der EM-Endrunde 1991 in beiden Spielen im Tor, die allerdings verloren wurden, so dass Italien erneut nur Vierter wurde. Danach verlor sie ihren Stammplatz an Antonini. Sie wurde zwar für die erste offizielle WM der Frauen nominiert, aber auch dort stand Antonini im Tor. Erst im September 1992 kam sie dann wieder zum Einsatz, aber nach einem weiteren Spiel im Oktober folgte erneut eine Pause bis Juni 1993. Bei der EM-Endrunde 1993 in ihrer Heimat stand sie dann im Halbfinale wieder im Tor, das im Elfmeterschießen gegen Titelverteidiger Deutschland gewonnen wurde. Das anschließende Finale ging aber mit 0:1 gegen Norwegen verloren. In der Folgezeit stand sie zwar zumeist im Tor, im Viertelfinale der EM 1995, bei dem Italien in zwei Spielen an Norwegen scheiterte, stand aber Antonini im Tor. Da Dänemark der bessere Viertelfinalverlierer war, hatten die Italienerinnen damit sowohl die WM 1995 als auch das erste olympische Fußballturnier bei den Olympischen Spielen in Atlanta verpasst. Im März 1995 nahmen die Italienerinnen an der zweiten Ausgabe des Algarve-Cups teil, konnten aber nach zwei Niederlagen, bei denen sie nicht im Tor stand und einem Sieg nur um Platz 7 gegen Gastgeber Portugal spielen und gewannen mit 4:1. Danach nahm Italien erst 2004 wieder teil, als sie ihre Karriere schon beendet hatte.
Brenzan hatte sich dann aber als Stammtorhüterin etabliert und kam bis 2001 nur fünfmal nicht zum Einsatz. Sie stand daher auch bei der EM 1997 im Tor, bei der die Italienerinnen nur das Finale gegen Titelverteidiger Deutschland verloren. Und auch bei der WM 1999 stand sie in den drei Gruppenspielen im Tor. Da die Italienerinnen aber nach der Vorrunde ausschieden, verpassten sie damit auch das Fußballturnier bei den Olympischen Spielen in Sydney. Laut ihrer persönlichen Statistik beim italienischen Verband machte sie ihr letztes von 90 Spielen am 7. März 2001 gegen die USA. Beim folgenden Spiel gegen Jugoslawien stand sie dann nicht im Tor und die darauf folgenden Spiele fehlen in der Statistik des italienischen Verbandes, so auch die Spiele bei der EM 2001, bei der sie Mannschaftskapitänin war und in den drei Gruppenspielen im Tor stand. Das nächste in der Statistik des italienischen Verbandes gelistete Spiel fand am 22. Mai 2002 gegen Russland statt und dort stand Brenzan nochmals im Tor. Danach gibt es für die Spiele bis 2011 nur noch einen Bericht für ein Spiel am 8. Juli 2003 gegen Kanada, bei dem sie nicht genannt wird, das aber auch weder von der FIFA noch dem kanadischen Verband gelistet wird. Gemäß ihrem Profil bei der FIFA spielte sie aber auch noch am 8. Juni 2002 in einem WM-Qualifikationsspiel gegen Island. In der FIFA-100er-Liste vom 7. Januar 2011 wird sie mit 111 Spielen im Zeitraum 1987 bis 2002 genannt.
Nach ihrer Karriere als Spielerin arbeitet Brenzan als Trainerin, so 2004 für die U-21-Mannschaft, 2007 als Torwarttrainerin und Assistenztrainerin für die U-19-Mannschaft bei der U-19-EM 2011 und als Cheftrainerin der U-20-Mannschaft bei der U-20-WM 2012.